# Station Musselkanaal-Valthermond

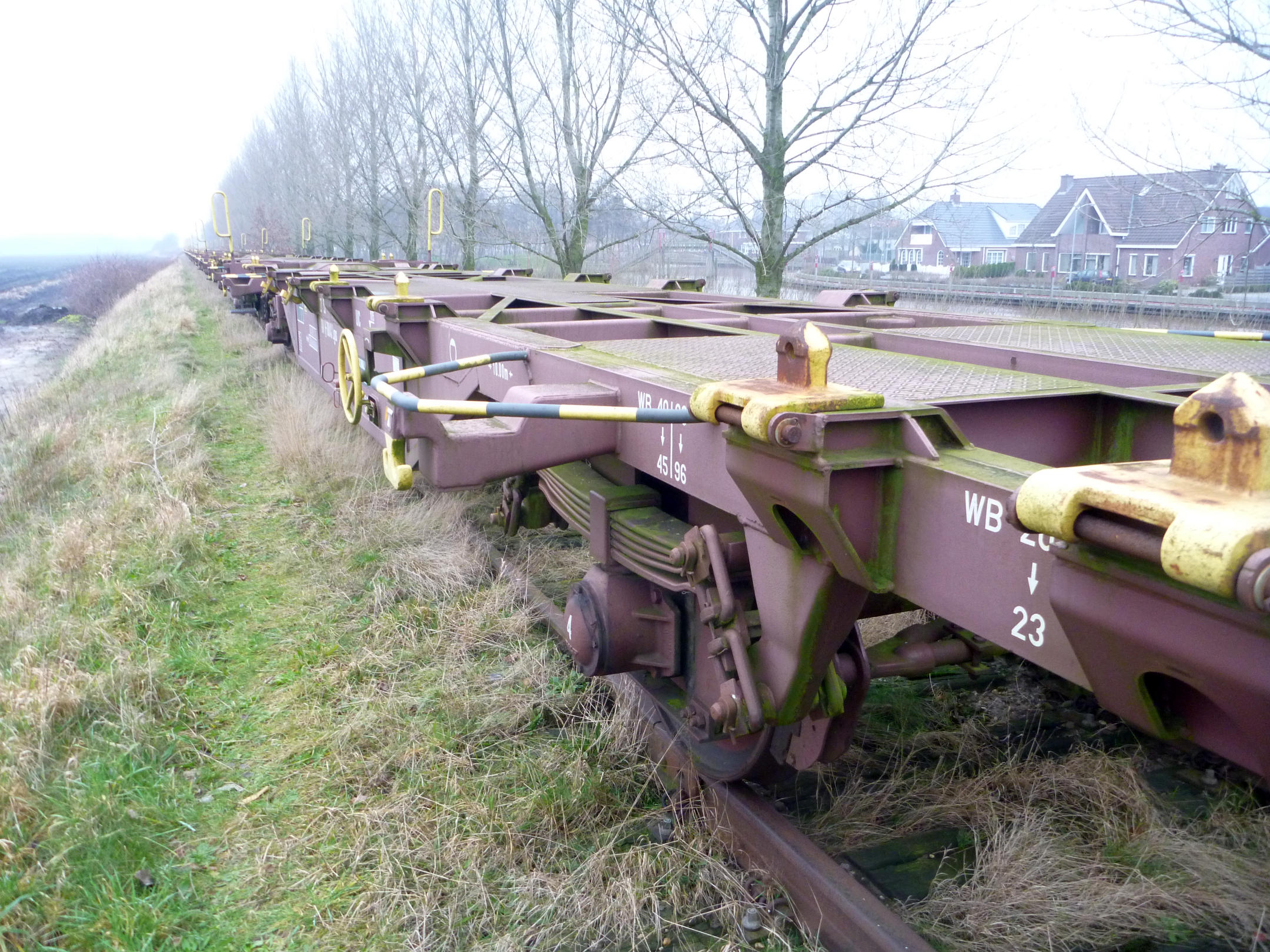
Oud materieel bij Valthermond

Station Musselkanaal-Valthermond (afkorting Mkv), is een voormalig spoorwegstation  ligt in de bebouwde kom van het dorp Musselkanaal aan de spoorlijn Stadskanaal - Ter Apel Rijksgrens. Het station werd geopend op 2 mei 1924 en gesloten voor reizigersvervoer op 15 mei 1935.

## Stationsgebouw
Het pand werd gebouwd in het jaar 1924 en gesloopt in 1985. Het werd gebouwd naar stationstype "Star groot". De reden van de afbraak van het gebouw is niet bekend. Nieuw Buinen beschikte over een vrijwel identiek stationsgebouw. 2003, replica van het in 1985 gesloopte stationsgebouw Musselkanaal-Valthermond.

## Brugwachterwoning
Bij de brug over de Valthermond staat nog een brugwachterswoning uit 1929. Het gebouw doet sterk denken aan verschillende stationsgebouwen die langs deze lijn stonden, zoals station Eerste Exloërmond en halte Ter Apelkanaal-Vetstukkenmond. Tegenwoordig is het gebouw als woonhuis ingericht. Ook ten noorden van het station, aan de Zuiderdiep, staat nog een brugwachterswoning.

## Kunstwerk
In het kader van Star en Arts werd het station in 2003 in model nagebouwd.
Appingedam · 
Bad Nieuweschans ·
Baflo · 
Bedum · 
Delfzijl · 
-West · 
Eemshaven ·
Grijpskerk · 
Groningen · 
-Europapark ·
-Noord ·
Haren · 
Hoogezand-Sappemeer · 
Kropswolde · 
Loppersum · 
Martenshoek · 
Roodeschool · 
Sauwerd · 
Scheemda · 
Stedum · 
Uithuizen · 
Uithuizermeeden · 
Usquert · 
Veendam · 
Warffum · 
Winschoten · 
Winsum · 
Zuidbroek · 
Zuidhorn
Voormalige stations: zie de lijst van voormalige spoorwegstations in Groningen